# JTS Topology Suite
Die JTS Topology Suite (JTS), früher Java Topology Suite, ist eine in Java geschriebene freie Programmbibliothek, welche ein räumliches Objektmodell und grundlegende geometrische Funktionen zur Verfügung stellt.
Die Suite wurde von der Firma Vivid Solutions entwickelt. Das implementierte Geometriemodell entspricht der Simple Feature Access Spezifikation des Open Geospatial Consortium (OGC). Die wichtigsten Geometrietypen sind Punkt (Point), Linie (LineString) und Fläche (Polygon) sowie ihre entsprechenden Aggregate (MultiPoint, MultiLineString, MultiPolygon).
Das API unterstützt benutzerdefinierte Genauigkeitsmodelle und enthält Algorithmen für robuste, geometrische Berechnungen sowie räumliche Indizes.
JTS wird von einer Reihe anderer Open-Source-Projekte verwendet, wie zum Beispiel GeoTools, GeoServer, uDig und OpenJUMP.
Eine Portierung in C++ ist die Geometry Engine Open Source (GEOS). Eine Portierung in C# ist die NetTopologySuite.
Bis JTS 1.14 war die Suite unter GNU Lesser General Public License (LGPL) lizenziert.